# Deccan

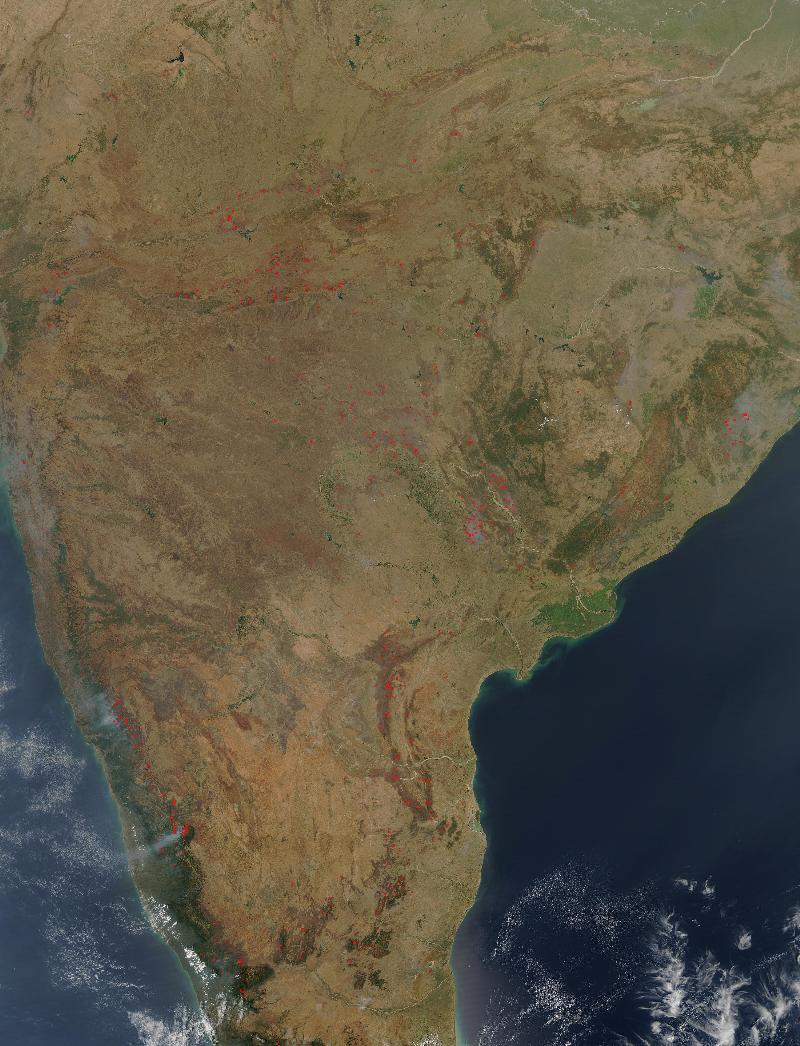
Photo satellite du plateau du Deccan

Le Deccan ou Dekkan désigne le plus souvent un vaste plateau de l'Inde, s'étendant sur la majeure partie de l'Inde centrale et méridionale mais parfois aussi toute la péninsule indienne ou encore certaines divisions politiques ou administratives.

## Géographie

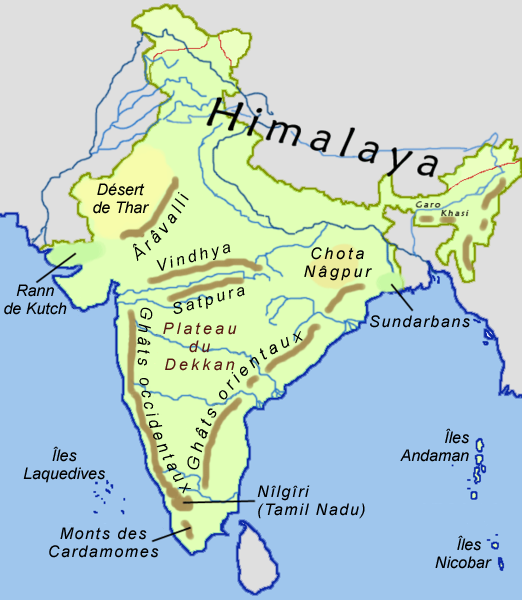
Plateau du Deccan et reliefs.

Le Deccan est situé au sud de la plaine indo-gangétique, limité à l'ouest par le Ghâts occidentaux, les Ghâts orientaux à l'est, les Nîlgîri au sud et les chaînes de Satpura et de Vindhya au nord. L'altitude la plus basse du plateau est d'environ 500 m. Il est composé majoritairement de terrains anciens, basaltes, trapp et grès.
Trois grands fleuves drainent avec leurs affluents les eaux du plateau, la Godâvarî au nord, la Krishnâ au centre et la Kaveri au sud. Cependant, en règle générale, les cours d'eau, encaissés, n'irriguent pas la terre de façon satisfaisante et homogène.
Le plateau couvre des parties de plusieurs États indiens, le Maharashtra au nord, le Chhattisgarh au nord-est, le Télangana et l'Andhra Pradesh à l'est, le Karnataka à l'ouest, la partie la plus méridionale s'étendant dans le Tamil Nadu. La ville la plus importante du Deccan est Hyderâbâd, la capitale du Télangana. Parmi les autres cités importantes, on compte Bangalore, la capitale du Karnataka, ainsi que Nagpur, Pune et Sholapur dans le Maharashtra.
La principale production agricole du Deccan est le coton, cultivé sur les regur, des terres noires d'origine basaltique. On y cultive aussi des graines oléagineuses, de la canne à sucre et du riz.

## Géologie

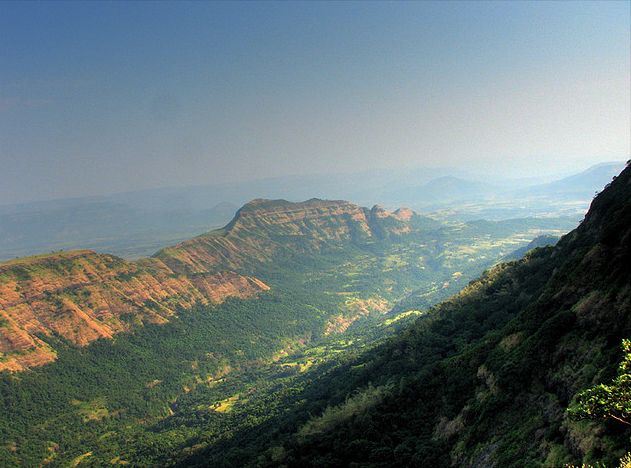
Trapps du Deccan, près de Matheran, à l'est de Bombay.

Les vastes lits de basalte du Deccan se sont formés lors d'une succession d'éruptions volcaniques massives, qui eurent lieu entre la fin du Mésozoïque et le début du Paléogène, il y a 60 à 68 millions d'années,. Certains paléontologues émettent l'hypothèse que cette série d'éruptions aurait accéléré, par modification des climats à l'échelle mondiale, l'extinction Crétacé-Paléogène amorcée par la collision d'une météorite de près de 10 kilomètres de diamètre qui s’est abattue dans le Yucatán au Mexique il y a 66 038 000 ans selon des analyses radiométriques de haute précision faites en 2012, d'autant que des études parues en octobre 2015 semblent indiquer que la chute de l'astéroïde a entraîné une forte augmentation de la puissance des éruptions.

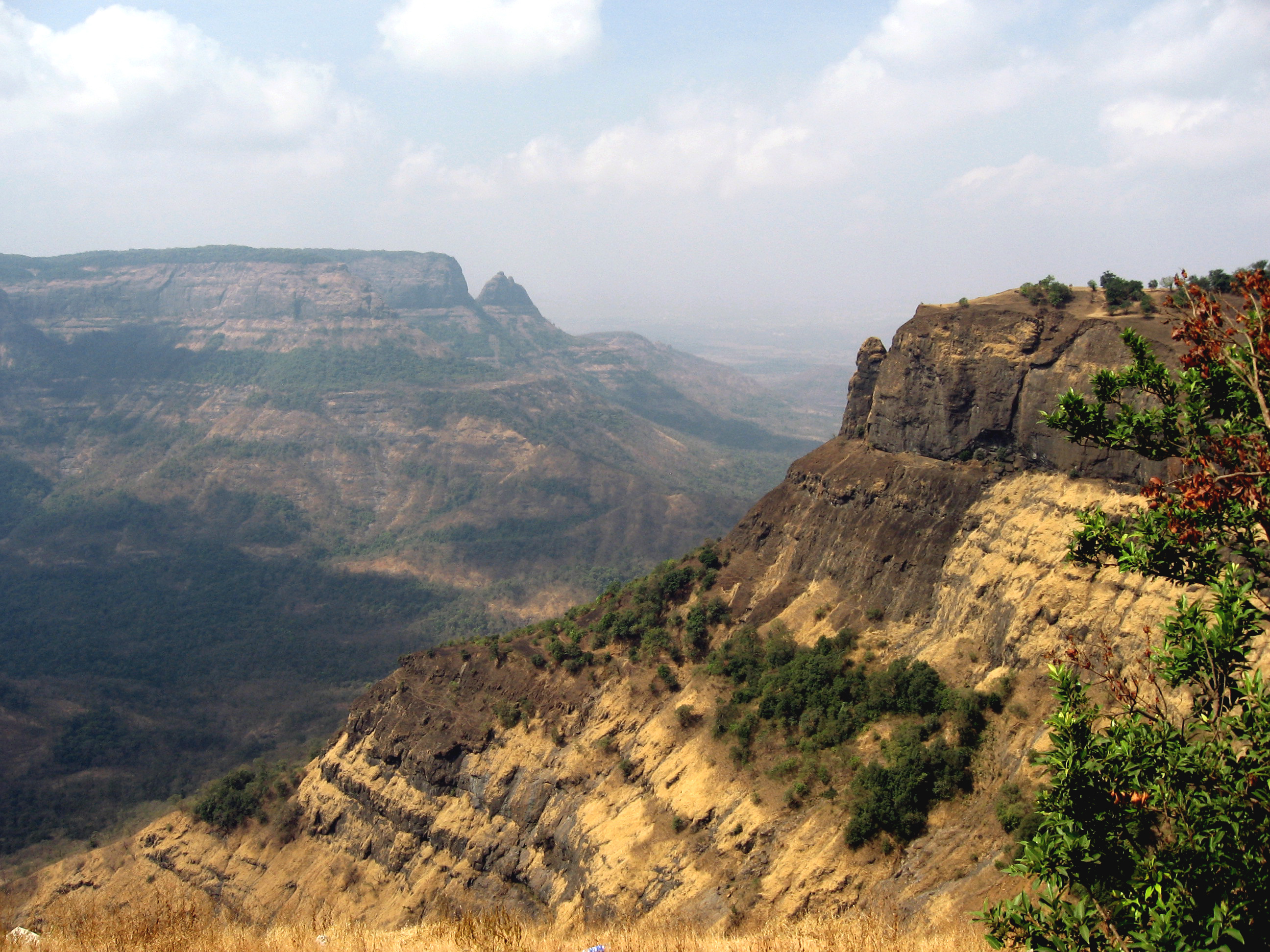
Les Ghats occidentaux, rebord occidental du plateau du Deccan.

Le plateau s'est ainsi formé couche après couche par l'activité volcanique qui dura plusieurs milliers d'années. Quand elle cessa, le volcan laissa une région de plateaux avec des étendues typiques, planes au sommet, comme une table. On suppose que le point chaud qui a produit les trapps du Deccan se situe actuellement sous l'île de La Réunion, dans l'océan Indien.
Le plateau du Deccan est constitué de basalte s'étendant jusqu'à Bor Ghat, près de Karjat. C'est une roche ignée extrusive. Dans certaines zones, on peut également trouver du granite, une roche ignée intrusive. La différence entre ces roches est que le basalte se forme en surface lors d'éruptions, tandis que le granite se forme sous terre. Le fait que les deux roches sont présentes sur le plateau du Deccan, indique deux environnements différents de formation.
Le Deccan est riche en minéraux : mica, fer dans la région de Chhota Nagpur, et diamant, or et autres métaux dans la région de Golconde.

## Histoire
Le plateau est majoritairement peuplé par des populations dravidiennes, les télougous et les canarais, ainsi que par les marathes, population de langue indo-aryenne. On trouve cependant des enclaves musulmanes hindoustanies, les dakhni ou deccanis, depuis le XIVe siècle et des populations aborigènes Bhîl et Gond en bordure nord et nord-est du plateau.
Au début du XVe siècle, on constate l'affirmation de l'influence islamique.
Entre le milieu du XIVe et le début du XVIIe siècle s'est développé un style architectural indo-musulman appelé style du Deccan. De même, entre les XVIe et XVIIIe siècles, s'est épanoui un style de miniatures appelé Dekkanî dans les sultanats du Deccan.

## Toponymie

### Étymologie

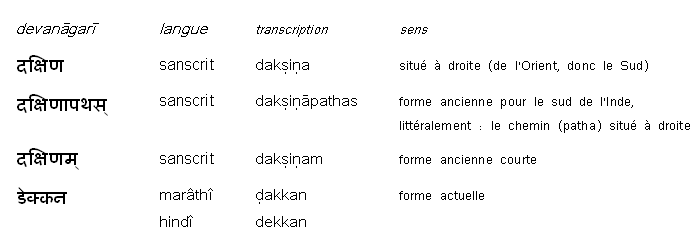
Évolution de l'écriture du mot Deccan

Le Deroy-Mulon possède une entrée DEKKAN qui renvoie à une entrée DECCAN - in extenso : « DECCAN ou DEKKAN toute la partie de l'Inde située au sud du fleuve Narmadā et des monts Vindhya. En sanscrit, langue ancienne des populations de la plaine indo-gangétique, l'adjectif dakṣiṇas  (lointainement apparenté au latin dexter [que l'on retrouve dans le français dextre] et au grec dexios) signifiait proprement « situé à droite », mais comme on s'orientait alors en se tournant vers l'Orient, daksiṇas [forme à corriger en dakṣiṇas] signifiait aussi « situé au sud, méridional ». Le sud de l'Inde s'appelait Dakṣiṇāpathas « le chemin (pathas) situé à main droite (dakṣiṇā) », ou simplement Dakṣiṇam. En moyen indien de niveau plus populaire, on trouve une forme plus évoluée dakhiṇa. C'est Dakhiṇapathas qu'on trouve noté en grec Dakhinabadēs par l'auteur anonyme du Périple de la mer Érythrée vers 95-110 ap. J.-C. L'Inde du Sud se dit plus brièvement aussi Dakhin, Dakkhin, Dakhan, Dakkhan selon les parlers. L'emploi de ces dernières formes s'est étendu dans les langues dravidiennes (on dit, en tamoul, Tekkaṇam) et même hors de l'Inde (par exemple Tekan en Indonésie). C'est donc à un usage géographique très étendu que les navigateurs portugais ont emprunté Decan au XVIe siècle [on emploie la forme Decão en portugais actuel], tandis que les Anglais, un siècle plus tard, préféraient la forme Deccan. Celle-ci a été pendant longtemps la seule forme usitée en français, avant d'être concurrencée par Dekkan chez ceux qui veulent uniformiser la terminologie géographique internationale ».
En indo-européen commun, les formes restituées sont : *deksinos, *deksiwos et *deksiteros.
En sanscrit ण (en écriture devanāgarī) ṇ (n point souscrit en IAST) et ष (en écriture devanāgarī) ṣ (s point souscrit en IAST) notent des consonnes rétroflexes (distinguées par un point souscrit dans les transcriptions en alphabet latin les plus savantes) ; ṣ (s point souscrit)  est prononcé « ch » par ceux qui étudient le sanscrit et est souvent remplacé par sh. L'adjectif दक्षिण (en écriture devanāgarī) dakṣiṇa- (transcription IAST en alphabet latin) daks.in.a- (transcription « dactylographique ») et le toponyme दक्षिणापथ dakṣiṇāpatha- (les majuscules ne sont normalement pas utilisées dans les transcriptions parce qu'elles n'ont pas d'équivalent en devanāgarī) daks.in.âpatha- (transcription « dactylographique ») sont souvent cités avec un trait d'union final lorsqu'ils sont réduits à leur « thème » (sans la désinence casuelle स् -s du nominatif par exemple).
Le dictionnaire en anglais de Monier Monier-Williams (1819-1899) mentionne les formes :
- dakṣiṇa noté Dákshiṇa (avec accent sur la syllabe initiale : voir article Accentuation védique)[10]
- dakṣiṇā noté Dakshiṇā et son composé en -patha[11]

Le dictionnaire sanscrit-français de Gérard Huet, plus récent, mentionne :
- दक्षिण dakṣiṇa. Ce dictionnaire rattache l'adjectif दक्षिण  dakṣiṇa à la racine verbale védique दक्ष् dakṣ « être utile, être capable, servir ; renforcer » ; l'utilité est en effet le propre de la main droite[12].

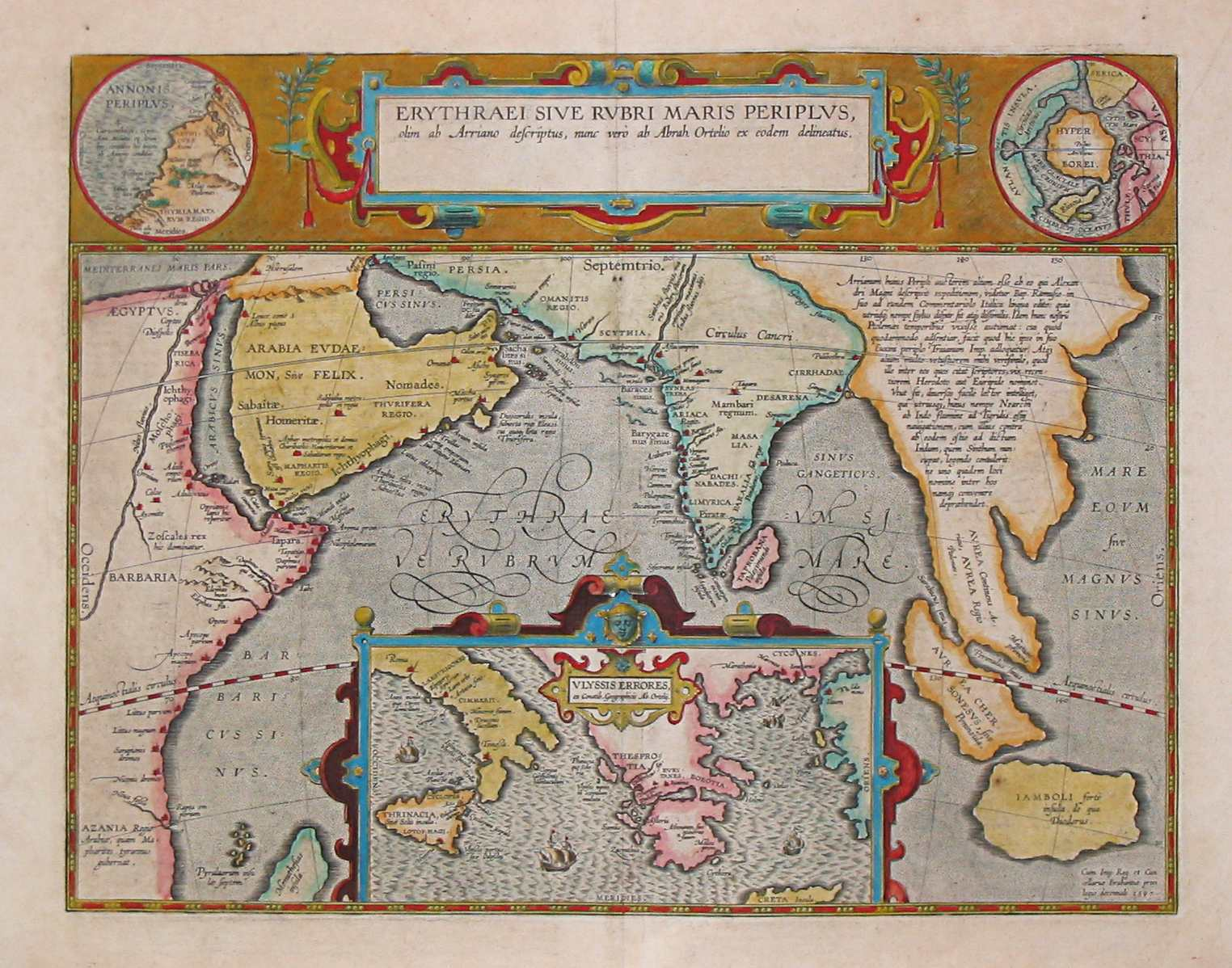
Carte ancienne XVIIe siècle) décrivant les lieux du Périple de la mer Érythrée. La carte est rédigée en latin. DACHINABADES est mentionné dans cette carte.

« Dakhiṇapathas » est mentionné aux chapitres 50 et 51 du Périple de la mer Érythrée (texte rédigé en grec) : 

« 50. Au-delà de  Barygaza la côte adjacente s'étend en ligne droite du nord au sud ; et c'est pourquoi cette région est appelée Dachinabades, car dachanos dans la langue des indigènes signifiie « sud » [...]. »

Dachinabades correspond aux transcriptions traditionnelles du grec vers le latin et il va de même pour dachanos. Le mot  δάχανος (dákhanos : la syllabe initiale est accentuée ; la finale -os est une adaptation au grec) est d'ailleurs mentionné dans les dictionnaires de grec ancien tel celui d'A. Bailly, dont les éditions même les plus récentes attribuent toujours le Périple de la mer Érythrée à Arrien.
En hindî (langue officielle du pouvoir central de l'Union indienne conjointement avec l'anglais), on écrit  डेक्कन en écriture devanāgarī, ce qui se transcrit dekkan, terme dérivé du prâkrit dakkhin. Par exemple le nom de train Deccan Queen est transcrit डेक्कन क्वीन en hindî.
En marâthî on écrit डेक्कन [réf. nécessaire] tout comme en hindî mais la prononciation est alors dakkan [réf. nécessaire] et l'on transcrit ḍakkan [réf. nécessaire].
Le Deccan est appelé takkana[réf. nécessaire] en tamoul et dakkana [réf. nécessaire] en kannada.
En ourdou, langue proche du hindî on écrit دکن en notant simplement les consonnes (d, k et n).

### En anglais
La forme Deccan est utilisé en anglais donc en Inde où l’anglais est la seconde langue officielle pour l’ensemble de l’Union indienne conjointement avec l’hindî.
On note ainsi le nom des compagnies aériennes Air Deccan et Deccan Aviation, les trains nommés Deccan Odyssey et Deccan Queen, ainsi que les titres des journaux The Deccan Chronicle et Deccan Herald.
Le Webster’ New Geographical Dictionary pour sa part possède en outre une entrée Dekkan qui renvoie à l’entrée Deccan :
« Dec·can also Dek·kan \'dek-ən, -,an\. The peninsula of India S. of the Narmada river; in a more restricted sense the tableland bet. the Narmada river and Krishna, comprising Maharashtra and parts of Madhya Pradesh, Andhra Pradesh, Mysore, and Orissa. […] ».
 Le point médian (·) indique la division syllabique utile à connaître en typographie anglaise ; les notations phonétiques s’écartent des normes API.

### En français

#### Formes obsolètes
L’Encyclopédie ou Dictionnaire raisonné des sciences, des arts et des métiers publiée sous la direction de Denis Diderot (tome quatrième, M. DCC. LIV = 1754) consacre une courte notice à Décan :
« DÉCAN, (Géog. mod.) royaume des Indes dans la preſque île en deçà du Gange, au midi du Mogol dont il eſt une province conſidérable. Hamenadagor (Ahmadnâgar ?) en eſt la capitale ».
On remarque que le s long (ſ) est encore employé et que Décan est réputé n’appartenir qu’à la Géographie moderne.
Le Grand dictionnaire universel du XIXe siècle de Pierre Larousse donne la vedette à Decan (volume consulté imprimé en 1870) entrée DEKAN ou DEKHAN renvoyant à DECAN, entrée DEKKAN renvoyant aussi à DECAN qui contient les informations :
« DECAN, DECCAN, DEKAN, DEKKAN ou DEKHAN, nom donné à une vaste contrée de la péninsule hindoustanique, contrée dont les limites ont varié avec les époques. [...] Le mot sanscrit Dakchina, dont on a fait Dekan ou Decan, signifie proprement droit ou méridional, parce qu’en se tournant vers l’est, suivant l’indication prescrite par les rites religieux, le midi est le point que l’on a vers sa droite, et qu’en effet cette presqu'île est au midi de l’Inde. Cette province fut, dit-on, donnée par Varouna à Parasou-Râma, pour le récompenser de la destruction qu’il avait faite de la caste des Kchatriyas. Parasou-Râma en fit l’hommage à Casyapa pour être partagées aux Brahmanes ».
La graphie Dekkan est parfois employée dans la littérature. 

#### Français moderne
La graphie Deccan est aujourd'hui largement privilégiée.
Nombre de dictionnaires et ouvrages n’utilisent que la graphie Deccan. Certains dictionnaires référencent les deux graphies, renvoyant de Deccan vers Dekkan, ou l'inverse. 
En France, les ouvrages scolaires privilégient la forme Deccan,,. Les indianistes optent de même, sauf Louis Frédéric qui utilise Dekkan dans son Dictionnaire de la civilisation indienne.
La graphie Deccan est utilisée par les organes officiels français comme l’ambassade de France en Inde ou le ministère des Affaires étrangères français.

## Art
Le territoire d’Ahmadnagar fut annexé par Akbar, et Bijapur et Golconde furent anéantis, en 1686 et en 1687, par les armées d’Aurangzeb et de ses fils. C’est de cette période que datent pour l’essentiel les miniatures originaires du Deccan. Plus tard, lorsque le Nizam d’Hyderabad succéda aux sultans de Golconde, les peintres Decani n’eurent plus guère de commandes princières. Ils se dispersèrent ou s’adaptèrent à de nouveaux commanditaires. Leur style perdit de son caractère et les œuvres devinrent stéréotypées. Beaucoup de ces suites reliées en album, véritables galeries historiques, furent réalisées pour des voyageurs européens et il n’est pas rare de trouver ces copies en Occident.